# Wercklea
Wercklea é um género botânico pertencente à família Malvaceae.

## Espécies
Segundo a base de dados Tropicos, possui as seguintes espécies:
| - Wercklea cocleana - Wercklea ferox - Wercklea flavovirens - Wercklea grandiflora - Wercklea horrida - Wercklea hottensis - Wercklea insignis | - Wercklea intermedia - Wercklea lutea - Wercklea magnibracteata - Wercklea pseudoferox - Wercklea tulipiflora - Wercklea woodsonii |